# Festa Major de la Salut
Festa Major de la Salut se celebra la primera quinzena de setembre al barri de La Salut, del districte de Gràcia. La festa major del barri, que es fa en honor de la Mare de Déu de la Salut, és un compendi d'activitats organitzades independentment per diversos carrers, entitats o equipaments municipals. Hi sol haver àpats populars, activitats infantils, torneigs, actuacions musicals, balls i projeccions de cinema. La cultura popular, la hi trobem representada en una cercavila de gegantons d'escola, ballades de sardanes i exhibicions pirotècniques. Les activitats destacades anuals de la festa major són les sardanes i una cercavila. El dia central de la festa major, després de missa, es fa la ballada de sardanes al Club Tennis de la Salut i el primer dia de festa major a la tarda les escoles del barri treuen les peces d'imatgeria festiva i fan una cercavila.
La festivitat se celebra amb motiu de la diada de Mare de Déu de la Salut, el 8 de setembre. La Mare de Déu de la Salut era la patrona d'una petita capella adjacent a l'antiga Casa Morera, que avui dia ja no existeix. El 1864, quan el barri començava a créixer, va ser consagrada i oberta al culte públic. Això va fer que la zona comencés a ser coneguda amb el nom de la Salut i va ser sovintejada com a espai d'esbarjo. Amb els anys, quan es va construir la nova parròquia molt a prop, s'hi mantingué el mateix patronatge.